# Aphanogmus terminalis
Aphanogmus terminalis är en stekelart som först beskrevs av W. Foerster 1861.  Aphanogmus terminalis ingår i släktet Aphanogmus och familjen pysslingsteklar. Arten är reproducerande i Sverige. Inga underarter finns listade i Catalogue of Life.